# Крымов, Николай Петрович
Никола́й Петро́вич Кры́мов (20 апреля [2 мая] 1884, Москва — 6 мая 1958[…], Москва) — русский и советский живописец и педагог. Народный художник РСФСР (1956), член-корреспондент АХ СССР (1949).

## Биография
Родился в семье художника П. А. Крымова, писавшего в манере «передвижников». Первоначальную профессиональную подготовку получил у отца. Брат известного хирурга — А. П. Крымова.
В 1904 году поступил в Московское училище живописи, ваяния и зодчества, где сперва занимался на архитектурном отделении, а в 1907—1911 — в пейзажной мастерской А. М. Васнецова. Участник выставки «Голубая роза» (1907), а также выставок «Союза русских художников». Жил в Москве, проводя также (с 1928) значительную часть года в Тарусе, дома на улице Карла Либкнехта, 27, 29.
Уже в ранних своих работах примкнул к символизму — в том числе и в качестве графика-оформителя журнала «Золотое руно» (1906—1909). Натурные впечатления в ту пору порой претворялись у него в зыбкое красочное марево, напоминающее скорее гобелен, чем картину («Под солнцем», 1906, Русский музей). Позднее краски и формы обретают у Крымова все большую материальную предметность, однако природа, чаще всего безлюдная, пребывает не менее поэтической («Желтый сарай», 1909, Третьяковская галерея; «Утро», 1916, Ярославский художественный музей). Безыскусная простота типичных среднерусских мотивов соединяется в «классических», тарусских картинах мастера («Речка», 1926; «У мельницы», 1927; обе в Третьяковской галерее, «Улица в Тарусе», 1952) с ясной гармонией композиции и особой системой «общего тона», переводящей ландшафт в сферу чисто эстетического созерцания. Считая сутью живописи не краску, а именно тон (наполняющий цвет светом), Крымов предлагал в качестве идеальной точки отсчета горящую спичку на фоне ярко освещенной солнцем стены. Изложил свои теоретические взгляды в статье «О Левитане» (1938).
- Н. П. Крымов (в центре) среди студентов Московского областного художественного училища памяти 1905 года. 
30-е годы XX века

Внес значительный вклад в сценографию, оформив во МХАТе «Горячее сердце» (1926) и «Таланты и поклонники» (1933) А. Н. Островского, а также «Унтиловск» Л. М. Леонова (1928). В 1919—1930 много работал и как педагог — в Пречистенском практическом институте, Высших художественно-технических мастерских (Вхутемас) и Московском областном художественном училище памяти 1905 года. Особенностью педагогического дара Крымова было то, что в каждом из своих учеников он видел и развивал индивидуальность. У пейзажиста Крымова ученики стали жанристами, историческими живописцами, портретистами — С. П. Викторов, Ю. П. Кугач, Н. М. Кондрашин, М. П. Иванов-Радкевич, Ф. П. Решетников, Н. К. Соломин.
Похоронен на Новодевичьем кладбище.
Награжден орденом Трудового Красного Знамени (03.08.1954) — «за заслуги в области изобразительного искусства в связи с 70-летием со дня рождения».